# لي جوو-وو
لي جوو وو (بالكورية: 이주우)‏ هي ممثلة كورية جنوبية. ولدت يوم 3 سبتمبر 1990 في يونغين في كوريا الجنوبية.

## روابط خارجية
- لي جوو-وو على موقع IMDb (الإنجليزية)
- لي جوو-وو على موقع قاعدة بيانات الفيلم (الإنجليزية)